# Sportul în Argentina

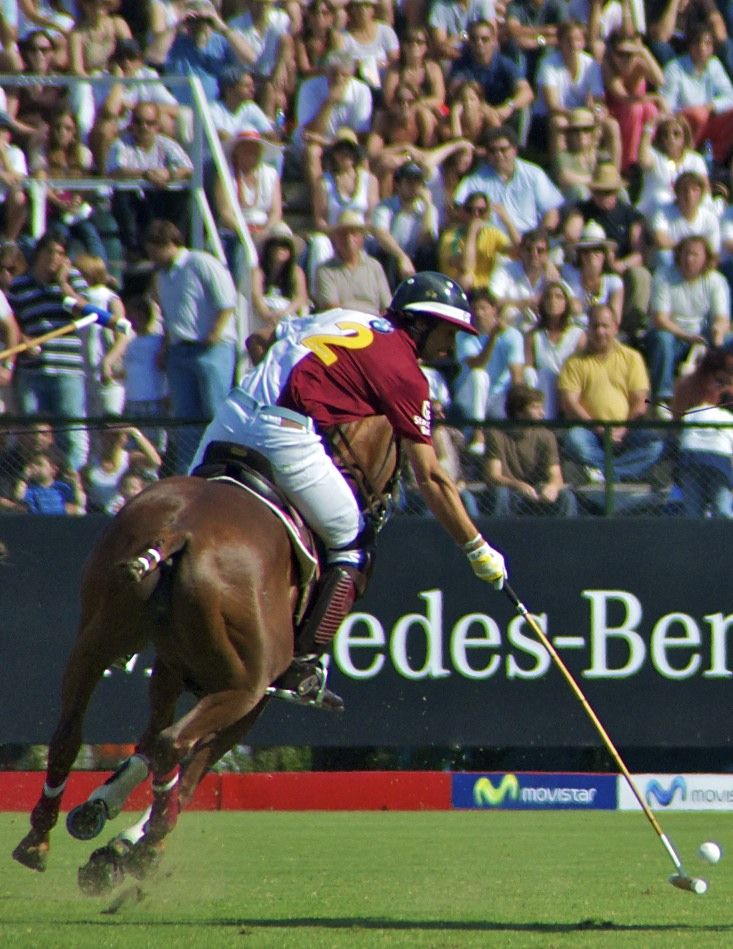
Turneul Argentina Polo

Sportul în Argentina este un domeniu de interes ridicat. Baschetul și fotbalul sunt cele mai populare sporturi, fiind urmate de volei, rugby, tenis și golf.